# Cuscinetto (meccanica)

Animazione di un cuscinetto volvente ad 8 sfere. Si noti la differente velocità di rotazione della corona delle sfere

Il cuscinetto è un meccanismo utilizzato per ridurre l'attrito tra due oggetti in movimento rotatorio o lineare tra loro.

## Storia

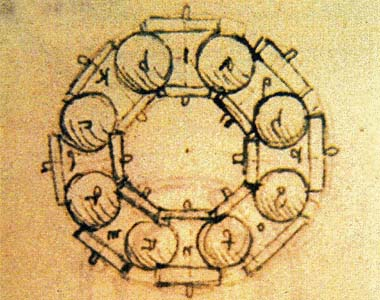
Disegno di Leonardo da Vinci (1452-1519). Studio per cuscinetto a sfere.

Già Leonardo da Vinci (1452-1519) durante i suoi studi riguardanti l'attrito intuì la possibilità di creare una sorta di primitivo cuscinetto (vedi figura), ma il primo brevetto di cuscinetto a sfera fu proposto da Philip Vaughan di Carmarthen (Galles) nel 1794. Un altro brevetto fu depositato il 3 agosto 1869 da Jules Suriray, un meccanico di biciclette parigino, che utilizzò questi cuscinetti sulla bicicletta che vinse la prima edizione della corsa Parigi-Rouen nel novembre 1869.
Lo sviluppo degli attuali cuscinetti si deve a Friedrich Fischer nel 1883. L'evoluzione e la produzione industriale su vasta scala si deve a Henry Timken, per quanto riguarda i cuscinetti a rulli, che fondò la Timken Company nel 1899 e a Sven Gustaf Wingqvist uno dei fondatori della SKF nel 1907 oltre che alla RIV di Villar Perosa (Roberto Incerti & c Villar Perosa) che in società con la famiglia Agnelli cominciò nel 1906 la fabbricazione di cuscinetti a sfera per biciclette. In seguito la RIV fu incorporata dalla SKF.

## Introduzione

Esploso di un cuscinetto a sfere

Il cuscinetto è costituito da due anelli di diverso diametro: uno esterno, uno interno; entro i quali sono posizionati gli elementi principali ai quali è affidata la funzione di:
- Supportare l'elemento ruotante
- Ridurre l'attrito di rotazione
- Preservare la sede di rotazione
- Ridurre il pericolo d'intrusione di polvere e detriti nelle aree di lavoro delle sfere

## Tipologia
I cuscinetti a seconda delle applicazioni possono essere di diversi tipi. Una prima suddivisione li distingue in base al tipo di funzionamento in cuscinetti radenti e in cuscinetti volventi.

### Cuscinetti radenti
I cuscinetti radenti, detti anche cuscinetti a strisciamento, o bronzine, devono il loro funzionamento alla pellicola di lubrificante che si frappone tra il supporto fisso e il perno rotante, sostenendolo.

### Cuscinetti volventi
Nei cuscinetti volventi, o a rotolamento, il movimento è facilitato dall'interposizione tra parte fissa e perno di elementi volventi (sfere o rulli).
I cuscinetti volventi possono essere a loro volta:

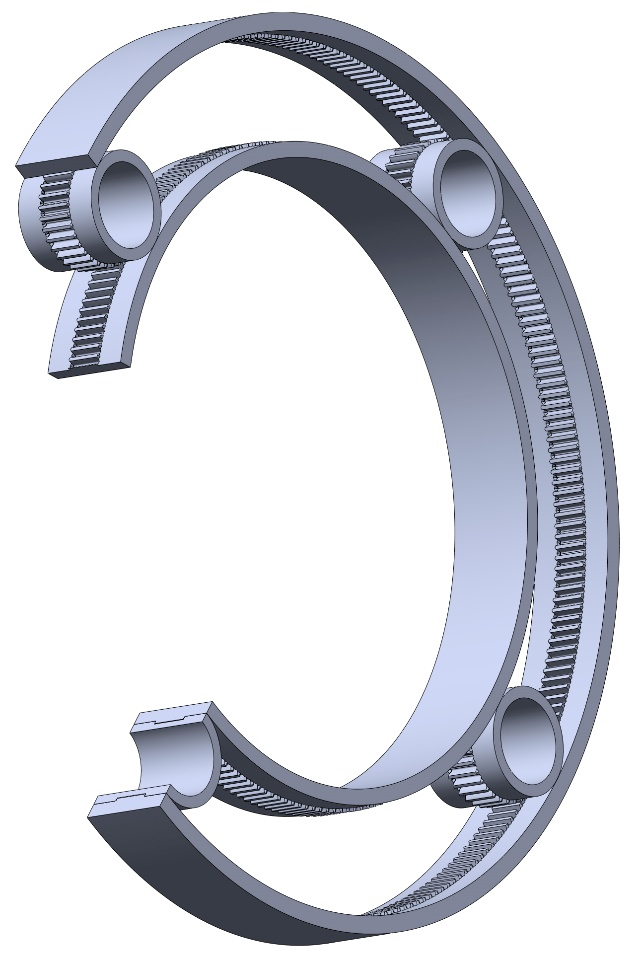
Schema di funzionamento di un cuscinetto ad ingranaggi

- A ingranaggi, configurazione particolare dove il mantenimento della posizione tra gli elementi volventi è caratterizzata dall'ingranamento tra essi e gli anelli.

- A sfere
  - Radiali, dove la forza di carico da supportare è perpendicolare all'asse di rotazione
    - una corona di sfere, nei tipi più comuni, generalmente da sette a dieci sfere, sono adatti alla maggior parte delle applicazioni e possono sopportare sia carichi radiali che assiali.
    - due corone di sfere, come i precedenti ma costituiti da due anelli con gole affiancate che alloggiano le relative corone di sfere. Sono adatti a sopportare elevati carichi radiali.

  - orientabili a due corone di sfere, adatti ovunque vi sia la possibilità di un'inclinazione dell'asse di rotazione. In questo tipo l'anello interno ha due gole affiancate mentre l'anello esterno ha un'unica gola semisferica, sistema che consente il funzionamento quando gli assi dei due anelli sono inclinati tra di loro. Non sono idonei a sopportare forti spinte assiali.
  - obliqui ad una o due corone di sfere, caratterizzati dalla posizione obliqua della retta di carico passante per i punti di contatto tra le sfere e gli anelli rispetto all'asse di rotazione, in modo del tutto analogo ai cuscinetti a rulli conici. Rispetto ai cuscinetti radiali hanno il vantaggio di contenere un maggior numero di sfere e di poter sopportare carichi radiali e spinte assiali più elevati. Quelli ad una corona di sfere vanno sempre utilizzati in coppia.

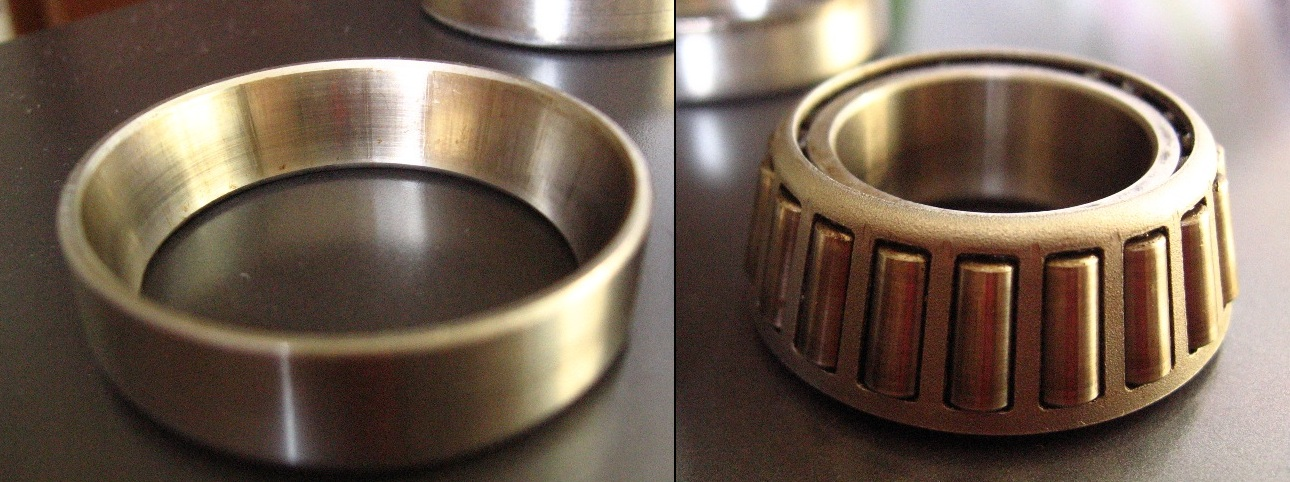
Cuscinetto a rulli conici: anello esterno (sx.) e insieme anello interno e gabbia rulli (dx.).

- A rulli, come per quelli a sfere possono essere ad una o due corone di rulli ed essere rigidi od orientabili. I rulli sono impiegati nei casi in cui occorra la massima precisione di lavoro e possono avere forma:
  - cilindrica
    - ad aghi o rullini, variante dei cuscinetti a rulli cilindrici, composti da due anelli sfilabili e rulli più piccoli di diametro. Utilizzati quando lo spazio è limitato e idonei a reggere solo carichi radiali.

  - conica, impiegata quando sull'albero su cui è montato grava una forte spinta assiale. In questa variante i cuscinetti sono generalmente utilizzati in coppia con la conicità contrapposta.
  - A botte o orientabilie a rulli, dove il rullino ha la forma di una botte e permette l'inclinazione dell'asse di rotazione

### Cuscinetti magnetici

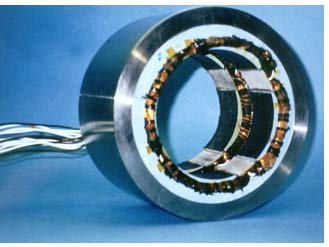
Cuscinetto magnetico.

I cuscinetti magnetici funzionano a induzione magnetica: sono privi d'attrito volvente e pertanto efficienti anche in condizioni estreme di temperatura (sempre entro la temperatura di Curie del sistema magnetico) e non necessitano di lubrificazione.
I cuscinetti magnetici migliorano le prestazioni, l'affidabilità e la compatibilità ambientale delle macchine rotanti aumentando la loro efficienza.
La loro forza di attrito è pari a 0

## Struttura
Il cuscinetto è composto da:
- Anello esterno: elemento circolare più grande ed esterno
- Anello interno: elemento circolare più piccolo ed interno
- Componente/i di rotolamento: nel caso di cuscinetti meccanici sono i vari tipi di rulli e relative gabbie, mentre nel caso dei cuscinetti magnetici è il campo magnetico generato dagli anelli

## Costruzione
I cuscinetti possono essere costruiti in modo da essere:
- Monoelemento: il cuscinetto non si può alterare nella sua struttura senza che questa venga danneggiata, in quanto non è creato per essere diviso nelle sue diverse parti
- Smontabili: classico esempio dei cuscinetti dei mozzi delle biciclette e dei motocicli, dove l'anello esterno viene tenuto chiuso dalla forcella e dal dado (elemento esterno)
- Scomponibili: questi cuscinetti si dividono in due mezzelune, in modo da potere essere usati sui punti più stretti di alcuni alberi motore che non permettono un inserimento normale

## Gabbia

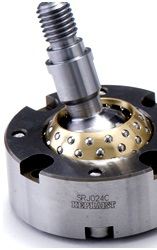
Giunto sferico con gabbietta in bronzo e sfere in acciaio

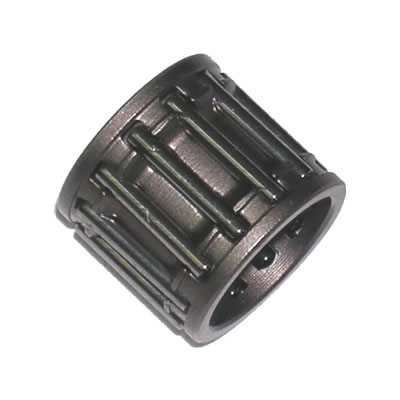
Gabbietta a rullini

Le sfere e i rulli qualora non siano disposti su tutto il volume (quindi oltre a ruotare tra i due supporti del cuscinetto si toccano anche tra di loro), sono mantenuti equidistanti tra di loro mediante una struttura chiamata gabbia, la quale può essere semplice o massiccia e realizzata in acciaio, bronzo, ottone, ceramica o materiale plastico. Nel caso di cuscinetti magnetici tale struttura non è presente.
In alcuni casi la gabbia è l'unico elemento che regge i rullini del cuscinetto, in quanto mancano i due anelli, in questo caso prende il nome di "gabbietta a rullini", le quali ruotano direttamente sulle sedi interne ed esterne del cuscinetto, tale sedi hanno un trattamento per rendere le superficie dure e lisce in modo paragonabile a quelle degli anelli normalmente previsti per cuscinetti.
Tale soluzione viene impiegata dove è necessario ridurre il più possibile le masse, in quanto soggette a forze e accelerazioni molto grandi.

## Schermatura
La schermatura del cuscinetto può variare a seconda della necessità, dell'applicazione e lubrificazione del cuscinetto.
Sono commercializzati nella versione:
- Chiusa, dove le parti volventi del cuscinetto sono protette dagli agenti esterni. Possono essere di due tipi:
  - Schermata: in questi cuscinetti le sfere o i rulli sono protetti all'interno dei due anelli da una coppia di sottili flange metalliche. Questo tipo di protezione è efficace contro la polvere;
  - Stagna: in questi cuscinetti le sfere o i rulli sono protetti all'interno dei due anelli da una coppia di sottili flange di gomma, a tenuta stagna. In questo caso il necessario lubrificante, sufficiente per l'intera vita del cuscinetto, è inserito dal costruttore in fase di assemblaggio. Questo tipo di protezione è efficace sia contro la polvere, sia contro i fluidi;
- Aperta, dove le parti volventi sono esposte all'ambiente esterno, e perciò non è consigliabile usarli in ambienti gravosi (presenza di polvere o fluidi corrosivi)

## Lubrificazione dei cuscinetti

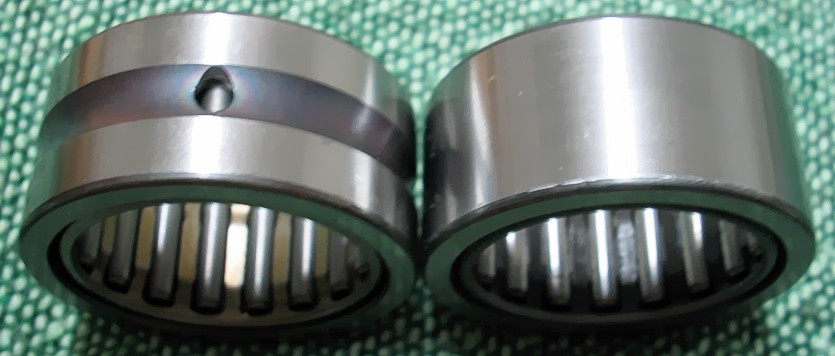
Astucci a rulli con diverso sistema di lubrificazione

La lubrificazione di un cuscinetto a sfere o rulli è fondamentale, in quanto è provato che in assenza di lubrificante viene danneggiato irrimediabilmente in breve tempo.
La lubrificazione assolve determinate funzioni, ovvero:
- Agevola lo scorrimento delle sfere, o dei rulli, riducendo sensibilmente gli attriti e il consumo delle parti in movimento.
- Protegge il cuscinetto dalla corrosione degli agenti esterni e dalle impurità.
- Dissipa il calore che inevitabilmente si crea a causa dello scorrimento e degli attriti.

La lubrificazione può essere sia a grasso che a olio. Solitamente viene utilizzata la lubrificazione a grasso, ma in condizioni particolari è preferibile quella a olio, in particolare all'interno di meccanismi lubrificati ad olio dove è difficile, se non impossibile, separare la lubrificazione dei cuscinetti da quella delle altre parti.

### Lubrificazione a grasso
La lubrificazione a grasso è preferibile rispetto a quella ad olio ogni qualvolta sia possibile, perché presenta diversi vantaggi:
- Il grasso è facilmente trattenuto dalla sede.
- Sono sufficienti dispositivi di lubrificazione semplici ed economici.
- Il grasso protegge meglio il cuscinetto dalle impurità e dalla corrosione.

Per contro il grasso è utilizzabile solo a velocità non elevate, non raggiunge supporti difficilmente accessibili e a causa della sua viscosità non si presta alla lubrificazione di piccoli cuscinetti, specialmente a rullini.
L'alloggiamento va riempito di grasso solo per il 30-50%, mentre viene completamente riempito quando la protezione dalla corrosione è predominante e si hanno velocità di rotazione molto basse.
Nei piccoli cuscinetti spesso la lubrificazione a grasso viene eseguita una volta per tutte in fase di montaggio, mentre in quelli di medie e grandi dimensioni va eseguita regolarmente.
Se la rilubrificazione va eseguita a intervalli di tempo regolari bisogna semplicemente prevedere un coperchio rimovibile tramite il quale si estrae il vecchio grasso per inserire quello nuovo.
Invece se deve essere eseguita più frequentemente bisogna prevedere un ingrassatore che fa sfociare il grasso direttamente sui corpi volventi, e una camera per quello vecchio.
Un'applicazione diffusissima di cuscinetti lubrificati a grasso è nei mozzi delle ruote dei veicoli.

### Lubrificazione ad olio
Questo tipo di lubrificazione va invece preferito quando le condizioni d'impiego sconsigliano l'uso del grasso, ovvero quando:
- La velocità di rotazione del cuscinetto è molto elevata e sconsiglia l'uso di grasso.
- Bisogna asportare efficacemente il calore generato dal cuscinetto o proveniente dall'esterno.
- I supporti sono difficilmente accessibili e bisogna controllare frequentemente la presenza di lubrificante.
- I corpi volventi sono piccoli e difficilmente accessibili dai grassi, come i cuscinetti a rullini.

Naturalmente la lubrificazione ad olio presenta diversi svantaggi, infatti richiede organi di tenuta migliori e più costosi.
Fondamentale è la perfetta tenuta ermetica dei supporti e la possibilità di controllare la presenza di lubrificante.
Principalmente ci sono 4 diversi tipi di lubrificazione:
- Lubrificazione a bagno d'olio.
- Lubrificazione a circolazione.
- Lubrificazione ad iniezione sotto pressione.
- Lubrificazione a nebbia.

#### Lubrificazione a bagno d'olio
È una soluzione semplice ed economica particolarmente indicata quando la velocità di rotazione è bassa. Durante la rotazione i corpi volventi pescano l'olio e lo distribuiscono in tutto il cuscinetto.
I corpi volventi sono immersi nell'olio contenuto all'interno dell'alloggiamento. Il livello dell'olio, a cuscinetto fermo, è leggermente inferiore al centro del corpo volvente posto più in basso. Tale livello può essere ulteriormente ridotto quando la velocità di rotazione è particolarmente elevata, al fine di limitare lo sbattimento, e quindi l'invecchiamento, dell'olio. Proprio a causa di questo sbattimento l'olio in questo sistema deve essere sostituito con una certa frequenza.

#### Lubrificazione a circolazione
È un sistema efficace che consente di avere costantemente nel cuscinetto piccole quantità d'olio. Il lubrificante può essere fatto circolare sia internamente che esternamente al cuscinetto.
Nella circolazione interna l'olio viene fatto affluire al cuscinetto tramite apposite bussole coniche che, ruotando ad alta velocità, lanciano l'olio sui corpi volventi.
In caso di velocità particolarmente elevate è preferibile la circolazione esterna, che permette di avere sempre piccole quantità di olio nel cuscinetto, mentre il lubrificante viene raffreddato e filtrato, al fine di avere basse temperature d'esercizio.
Anche gli oliatori a goccia possono essere classificati come a circolazione: in questi sistemi l'olio viene fatto gocciolare sui corpi volventi e successivamente raccolto in una vaschetta sottostante, avente un foro di sfiato per convogliare l'olio in eccesso.

#### Lubrificazione a iniezione
In questo sistema l'olio viene pompato a una pressione elevata tramite una pompa e viene fatto uscire ad elevata velocità sui corpi volventi da appositi ugelli. Tale velocità deve essere elevata, circa 15 m/s, e almeno parte dell'olio deve attraversare il vortice creato dai corpi volventi a elevata velocità.

#### Lubrificazione a nebbia
In questo sistema l'olio viene nebulizzato finemente con un getto d'aria da un apposito ugello nebulizzatore.
Viene impiegata aria compressa, che va essiccata e filtrata, a una pressione leggermente superiore a quella atmosferica. Con questo sistema si ottiene un ottimo raffreddamento del cuscinetto e si realizza un supporto avente una pressione leggermente superiore a quella atmosferica, il che impedisce l'ingresso di sostanze estranee.

## Danni

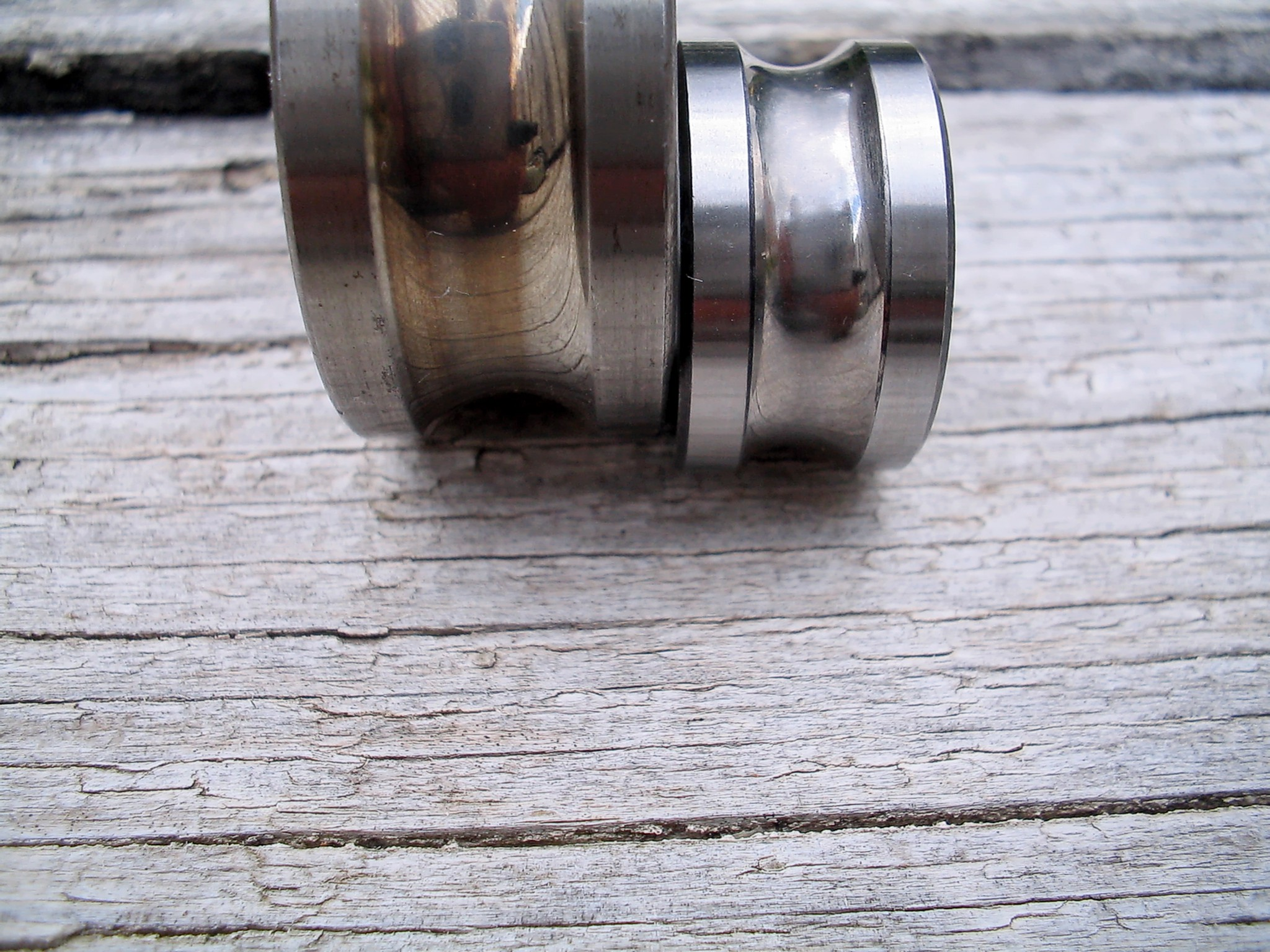
Due anelli interni di due cuscinetti a sfere, a sinistra è possibile vedere un sovraccarico termico, a destra un'usura rilevante

I cuscinetti sono soggetti a danni di vario genere, a seconda di vari fattori diretti o indiretti. Per analizzare il danno si verifica il tipo di traccia di passaggio, che con il tempo si verifica anche in condizioni normali, e per questo non sempre è indice di danno:
- Sfaldatura o scagliatura (flaking), si verifica il distacco di frammenti di metallo dalle piste e dai corpi volventi, danno che si propaga dalla superficie interna del corpo danneggiato, si verifica a fine-vita a causa del deterioramento per fatica o in caso di sovraccarico dinamico o errata geometria.
- Scalfitura o scheggiatura (spalling), si verifica il distacco di frammenti di metallo dalle piste e dai corpi volventi, danno che si propaga dalla superficie più esterna del corpo danneggiato
- Spellatura (peeling), sono un insieme di scalfiture o scheggiature, che nel tempo può divenire una sfaldatura.
- Smerigliatura e riporto di materiale (smearing), causata dallo strofinamento sotto carico di due superfici non lubrificate (rottura del film), che porta in molti casi a trasferimento di materiale per saldatura
- Usura abrasiva (wear) asportazione di materiale delle parti meno resistenti, le quali sembrano abrase e possono formarsi scalini rispetto alle zone non abrase.

- Usura da sfregamento (fretting wear), usura tra due materiali compressi tra loro, che presentano microscorrimenti, generalmente si presenta tra sede cuscinetto e cuscinetto o tra albero e cuscinetto
- Dentellatura, o indentatura (denting o indentation) si verificano delle tacche sulla superficie delle piste o dei corpi volventi
- Macchie (speckles) date da microammaccature e reazioni con lubrificanti
- Cambiamento di colore (discoloration), si verificano nella quasi totalità dei casi per surriscaldamento, che porta il colore a giallo-oro, poi al bruno e infine al blu (brunitura)
- Grippaggio (seizing) generalmente è l'estremizzazione tipica di altre forme di danno e porta alla saldatura estesa tale da bloccarne il funzionamento
- Corrosione (corrosion) causata da aggressioni chimiche ambientali o da fluidi corrosivi
- Cricche (cracks) sono fessurazioni o crepe del materiale senza distacco dello stesso
- Rottura quando la cricca si estende eccessivamente si verifica il distacco di una parte di materiale
- Danno elettrico il passaggio di corrente elettrica porta a danneggiare il film lubrificante e può saldare i corpi volventi con le piste
- Danni alla gabbia possono essere dati da
  - Deformazione da schiacciamento o da urti
  - Usura data dal normale strisciamento con i corpi volventi ed accentuato dalla cattiva lubrificazione
  - Rottura dei rivetti che tengono la gabbia o delle colonnine della stessa

## Gioco cuscinetti
I cuscinetti per poter funzionare devono avere un determinato gioco, in modo che andando in temperatura d'esercizio la loro dilatazione termica non porti a un serraggio del cuscinetto, compromettendo sia la scorrevolezza che la durata e la resistenza del cuscinetto.
Il gioco in questione è di due tipi:
- Radiale, Gioco che determina lo spostamento radiale (disassamento) dell'anello interno del cuscinetto, caratterizzato dallo spazio vuoto che si ha tra le sfere/rulli e i due anelli, dove il gioco radiale standard non viene nominato/trascritto sul cuscinetto, mentre giochi maggiori o minori sono impressi sullo stesso, le sigle che vanno da C3 in su indicano giochi maggiori, mentre sigle che vanno da C2 in giù indicano giochi minori;
Esistono anche esecuzioni speciali per questi giochi, dove la sigla del codice di gioco viene munita con il prefisso "SP" e generalmente si ha un gioco intermedio tra due classi giuoco[4].
- Assiale, Gioco che determina lo spostamento assiale (lungo l'asse) dell'anello interno del cuscinetto[5].

Per quanto concerne l'accoppiamento del cuscinetto, questo può essere ad interferenza, lasco o incerto, a seconda del tipo di applicazione e della precisione dell'assemblaggio desiderata.

## Applicazioni
I cuscinetti a seconda della loro versione (rulli, sfere a singola fila, orientabili, sigillati o aperti) hanno un'applicazione specifica e problematiche differenti; l'utilizzo di un cuscinetto a discapito di un altro richiede un'attenta analisi delle caratteristiche costruttive e prestazionali del cuscinetto, cioè un'analisi del tipo di prestazioni che devono essere rispettate e un'analisi dell'ambiente in cui vengono allocati.